# 高炉メーカー
高炉メーカー（こうろメーカー）とは、製鉄所の設備に高炉を所有している鉄鋼メーカーのことである。

## 概要
高炉メーカーとは、高炉で鉄鉱石を原料として銑鉄を生産するところから、転炉工程、造塊（鋳造）工程や連続鋳造工程を経て最終製品の製造までを一つの敷地内で行う銑鋼一貫製鉄所を所有する大規模な鉄鋼メーカーのことである。製品力・資本力・社会的影響力・研究開発力なども電気炉メーカー、特殊鋼メーカーや鋳鍛鋼メーカーを凌駕している。日本では、日本鉄鋼連盟の要職も高炉メーカー出身者が占めるなど、日本の鉄鋼業界をリードしており、鉄鋼業界トップの地位に君臨している。
しかし、高炉での鉄鉱石還元は環境負荷がきわめて大きいため、銑鉄を減らして転炉工程でのスクラップ投入量を大きくする、電気炉での生産量を大きくするなど、鉄リサイクルを中心とした業態への変更を迫られている。

## 日本の高炉メーカー
高炉を稼働させる銑鋼一貫製鉄所は巨大な装置産業のため、1990年代まで銑鋼一貫製鉄所を保有した新日本製鐵・日本鋼管・川崎製鉄・住友金属工業・神戸製鋼所・日新製鋼の6社は世界的な大競走時代に向けて合併を伴う高炉の集約化を押し進め、2024年1月現在において銑鋼一貫製鉄所を持つ鉄鋼メーカーは日本製鉄・JFEスチール・神戸製鋼所の3社に集約された。